# Michel Fernández García
Michel Fernández García (Matanzas, 21 de maio de 1983) é um ciclista cubano, que atualmente (2013) compete pela equipe São Francisco Saúde - Powerade - Botafogo - Ribeirão Preto.
Após competir nos Jogos Pan-americanos de 2007 na prova por pontos do ciclismo de pista, sem conseguir completá-la, desertou da equipe de seu país e passou a viver no Brasil, que o concedeu direito de asilo, na cidade de Osasco. Em 2009, foi o campeão por pontos da Volta Ciclística de São Paulo.

## Principais Resultados
2006
2º - Classificação por pontos da Vuelta a Cuba
1º - Etapa 5
2º - Etapas 1 e 6
Medalha de prata na prova por pontos no campeonato panamericano de ciclismo em Caieiras Brasil.
2007
3º - Madison no Campeonato Pan-Americano de Ciclismo de Pista
2008
1º - Prova Ciclística 9 de Julho
1º - Prova São Salvador
1º - GP Chico Mendes
2009
3º - Copa América de Ciclismo
3º - GP São Paulo
5º - GP Tiradentes
2º - Copa Cidade Canção
1º  Classificação por pontos da Volta Ciclística de São Paulo
1º - Etapas 4, 5 e 6
2º - Etapas 7 e 8
3º - Etapa 1
2011
8º - Classificação Geral do Torneio de Verão de Ciclismo
2º - Etapa 2
2º - GP São Paulo
1º  Classificação por pontos da Volta de Gravataí
1º - Etapa 1
2º - Etapas 4 e 5
4º - Copa Cidade Canção
3º - Volta Cidade Morena
2012
5º - Copa Cidade Canção
3º - Desafio de Ciclismo Padre José de Anchieta
4º - GP de Ciclismo Cidade de Montes Claros
5º - GP São Paulo Internacional de Ciclismo
1º - Prova São Salvador
1º - Prova Ciclística Governador Dix-Sept Rosado
2º - Classificação por pontos da Volta Ciclística de São Paulo
2º - Etapa 8
3º - 100 km de Itapetininga
5º - 100 km de Brasília
2013
3º - Classificação Geral do Torneio de Verão de Ciclismo
1º - Etapas 2 e 4
1º - GP São José dos Campos
5º - Prova Ciclística São Salvador
1º - Copa Light de Ciclismo
2014
2º - Classificação Geral do Torneio de Verão de Ciclismo
1º - Etapa 2
3º - Etapa 4